# فيلهلمور ستيفانسون
 فيلهلمور ستيفانسون (بالآيسلندية: Vilhjálmur Stefánsson)‏ (3 نوفمبر 1879 - 26 أغسطس 1962 في هانوفر، نيوهامبشر) مستكشف من كندا.

## الجوائز
- ميدالية المؤسس  [لغات أخرى]‏[21]
- وسام تشارلز باتريك دالي

## روابط خارجية
- فيلهلمور ستيفانسون على موقع الموسوعة البريطانية (الإنجليزية)
- فيلهلمور ستيفانسون على موقع مونزينجر (الألمانية)